# Salyersville
Salyersville és una població dels Estats Units a l'estat de Kentucky. Segons el cens del 2000 tenia 1.604 habitants.

## Demografia
Segons el cens del 2000, Salyersville tenia 1.604 habitants, 646 habitatges, i 414 famílies. La densitat de població era de 292,1 habitants/km².
Dels 646 habitatges en un 27,9% hi vivien nens de menys de 18 anys, en un 49,4% hi vivien parelles casades, en un 12,2% dones solteres, i en un 35,9% no eren unitats familiars. En el 33,9% dels habitatges hi vivien persones soles el 14,9% de les quals corresponia a persones de 65 anys o més que vivien soles. El nombre mitjà de persones vivint en cada habitatge era de 2,22 i el nombre mitjà de persones que vivien en cada família era de 2,85.
Per edats la població es repartia de la següent manera: un 20,8% tenia menys de 18 anys, un 9,2% entre 18 i 24, un 26,1% entre 25 i 44, un 24,1% de 45 a 60 i un 19,8% 65 anys o més.
L'edat mediana era de 41 anys. Per cada 100 dones de 18 o més anys hi havia 83,1 homes.
La renda mediana per habitatge era de 16.042 $ i la renda mediana per família de 23.393 $. Els homes tenien una renda mediana de 26.534 $ mentre que les dones 20.188 $. La renda per capita de la població era d'11.881 $. Entorn del 35,7% de les famílies i el 40,7% de la població estaven per davall del llindar de pobresa.

## Poblacions més properes
El següent diagrama mostra les poblacions més properes.